# Paonia
Paonia est une ville américaine située dans le comté de Delta, dans l'État du Colorado.
La ville est fondée en 1881 par Samuel Wade, qui la nomme Paeonia, nom latin des pivoines. La poste américaine modifie son nom en Paonia, orthographe de nos jours acceptée.

## Démographie
| 1910  | 1920 | 1930 | 1940  | 1950  | 1960  |
| ----- | ---- | ---- | ----- | ----- | ----- |
| 1 007 | 925  | 958  | 1 117 | 1 257 | 1 083 |

| 1970  | 1980  | 1990  | 2000  | 2010  | - |
| ----- | ----- | ----- | ----- | ----- | - |
| 1 161 | 1 425 | 1 403 | 1 497 | 1 451 | - |

Selon le recensement de 2010, Paonia compte 1 451 habitants. La municipalité s'étend sur 0,85 milles carrés (2,2 km2).